# Jeux-lès-Bard
Pour les articles homonymes, voir Bard.
Jeux-lès-Bard est une commune française située dans le département de la Côte-d'Or en région Bourgogne-Franche-Comté.

## Géographie

### Climat
Pour des articles plus généraux, voir Climat de la Bourgogne-Franche-Comté et Climat de la Côte-d'Or.
En 2010, le climat de la commune est de type climat océanique dégradé des plaines du Centre et du Nord, selon une étude du Centre national de la recherche scientifique s'appuyant sur une série de données couvrant la période 1971-2000. En 2020, Météo-France publie une typologie des climats de la France métropolitaine dans laquelle la commune est exposée à un climat océanique altéré et est dans la région climatique  Lorraine, plateau de Langres, Morvan, caractérisée par un hiver rude (1,5 °C), des vents modérés et des brouillards fréquents en automne et hiver. 
Pour la période 1971-2000, la température annuelle moyenne est de 10,5 °C, avec une amplitude thermique annuelle de 16 °C. Le cumul annuel moyen de précipitations est de 767 mm, avec 11,6 jours de précipitations en janvier et 7,5 jours en juillet. Pour la période 1991-2020, la température moyenne annuelle observée sur la station météorologique de Météo-France la plus proche, « Semur En Auxois_sapc », sur la commune de Semur-en-Auxois à 8 km à vol d'oiseau, est de 11,2 °C et le cumul annuel moyen de précipitations est de 778,0 mm,. Pour l'avenir, les paramètres climatiques de la commune estimés pour 2050 selon différents scénarios d'émission de gaz à effet de serre sont consultables sur un site dédié publié par Météo-France en novembre 2022.

## Urbanisme

### Typologie
Au 1er janvier 2024, Jeux-lès-Bard est catégorisée commune rurale à habitat très dispersé, selon la nouvelle grille communale de densité à 7 niveaux définie par l'Insee en 2022.
Elle est située hors unité urbaine. Par ailleurs la commune fait partie de l'aire d'attraction de Semur-en-Auxois, dont elle est une commune de la couronne,. Cette aire, qui regroupe 54 communes, est catégorisée dans les aires de moins de 50 000 habitants,.

### Occupation des sols
L'occupation des sols de la commune, telle qu'elle ressort de la base de données européenne d’occupation biophysique des sols Corine Land Cover (CLC), est marquée par l'importance des territoires agricoles (100 % en 2018), une proportion identique à celle de 1990 (100 %). La répartition détaillée en 2018 est la suivante : 
terres arables (51,4 %), prairies (48,6 %). L'évolution de l’occupation des sols de la commune et de ses infrastructures peut être observée sur les différentes représentations cartographiques du territoire : la carte de Cassini (XVIIIe siècle), la carte d'état-major (1820-1866) et les cartes ou photos aériennes de l'IGN pour la période actuelle (1950 à aujourd'hui).

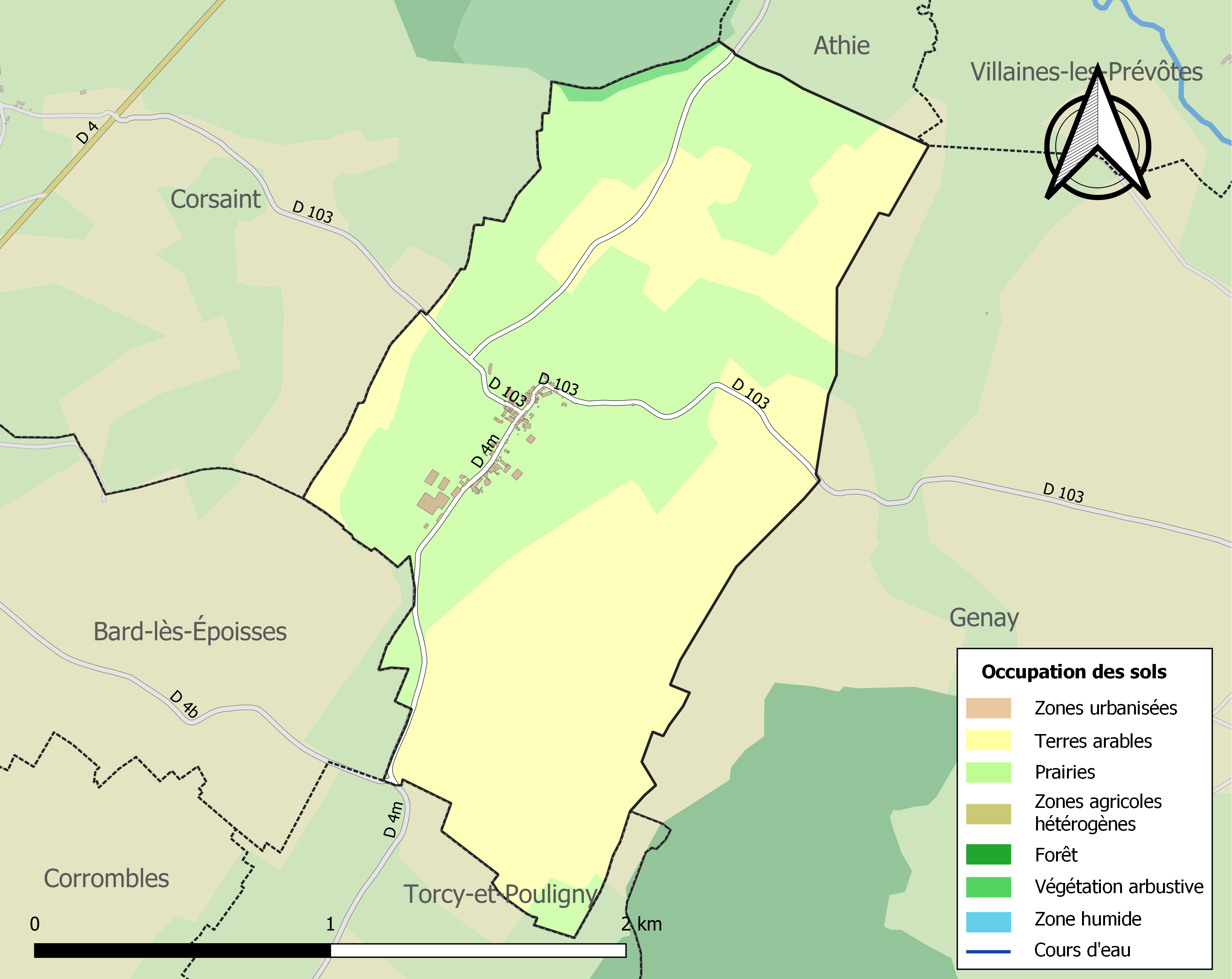
Carte des infrastructures et de l'occupation des sols de la commune en 2018 (CLC).

## Politique et administration
| Période    | Période   | Identité        | Étiquette | Qualité |
| ---------- | --------- | --------------- | --------- | ------- |
| avant 1988 | mars 2014 | Michel Sourd    |           |         |
| mars 2014  | mai 2015  | Robert Charlut  |           |         |
| mai 2015   | en cours  | Sylvain Caverot |           |         |

## Démographie
En 2022 , la commune de Jeux-lès-Bard comptait 53 habitants. À partir du XXIe siècle, les recensements réels des communes de moins de 10 000 habitants ont lieu tous les cinq ans. Les autres chiffres sont des estimations.
| 1800 | 1806 | 1821 | 1831 | 1836 | 1841 | 1846 | 1851 | 1856 |
| ---- | ---- | ---- | ---- | ---- | ---- | ---- | ---- | ---- |
| 142  | 141  | 131  | 131  | 148  | 144  | 150  | 133  | 118  |

| 1861 | 1866 | 1872 | 1876 | 1881 | 1886 | 1891 | 1896 | 1901 |
| ---- | ---- | ---- | ---- | ---- | ---- | ---- | ---- | ---- |
| 142  | 129  | 125  | 116  | 108  | 103  | 115  | 104  | 108  |

| 1906 | 1911 | 1921 | 1926 | 1931 | 1936 | 1946 | 1954 | 1962 |
| ---- | ---- | ---- | ---- | ---- | ---- | ---- | ---- | ---- |
| 100  | 90   | 73   | 78   | 73   | 63   | 61   | 60   | 58   |

| 1968 | 1975 | 1982 | 1990 | 1999 | 2004 | 2006 | 2009 | 2014 |
| ---- | ---- | ---- | ---- | ---- | ---- | ---- | ---- | ---- |
| 57   | 45   | 35   | 42   | 39   | 44   | 45   | 52   | 53   |

| 2019 | 2022 | - | - | - | - | - | - | - |
| ---- | ---- | - | - | - | - | - | - | - |
| 51   | 53   | - | - | - | - | - | - | - |

## Lieux et monuments
- Croix du bourg.
- Monument aux morts.
- La commune a la particularité de ne pas avoir d'église.

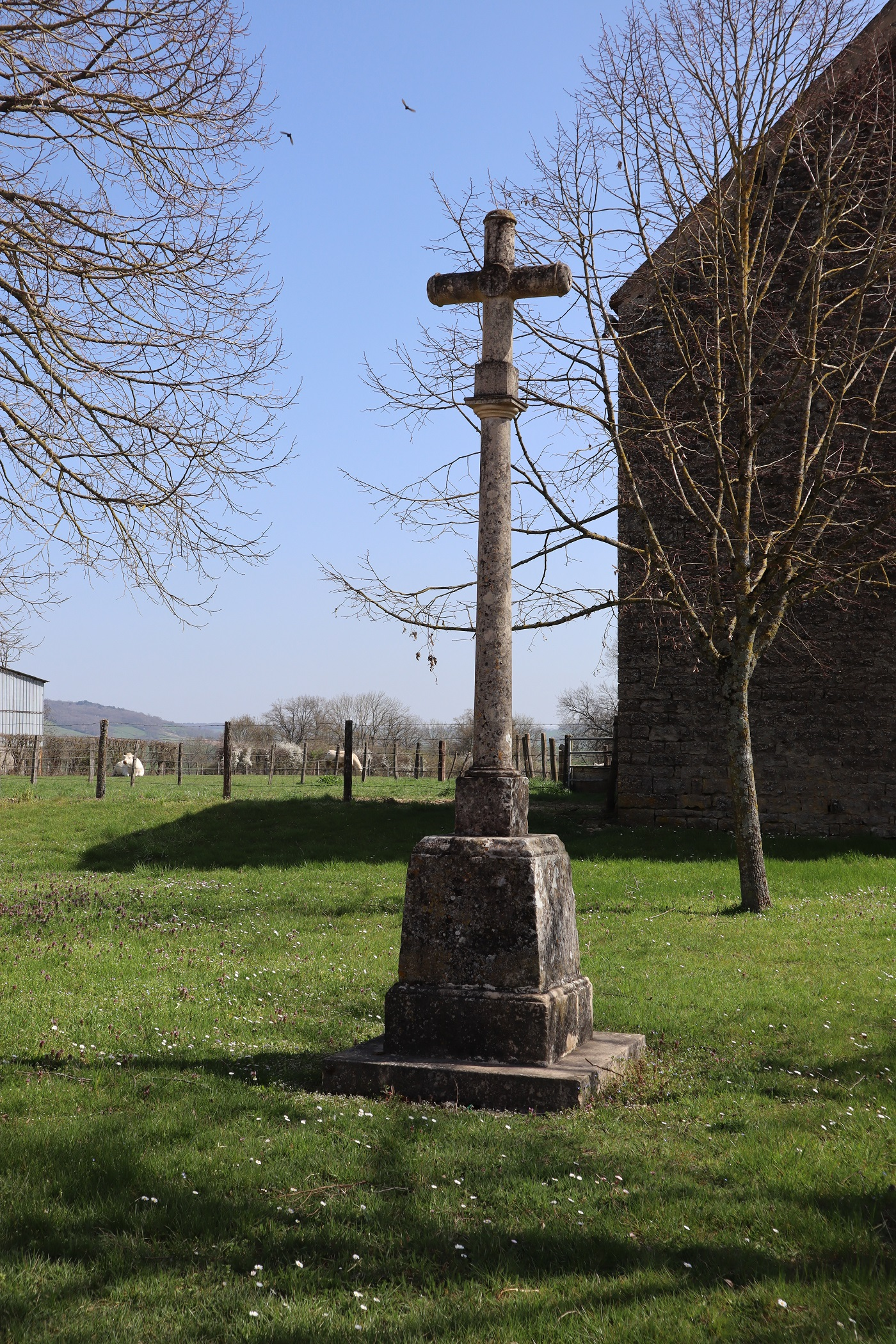
Croix du bourg.
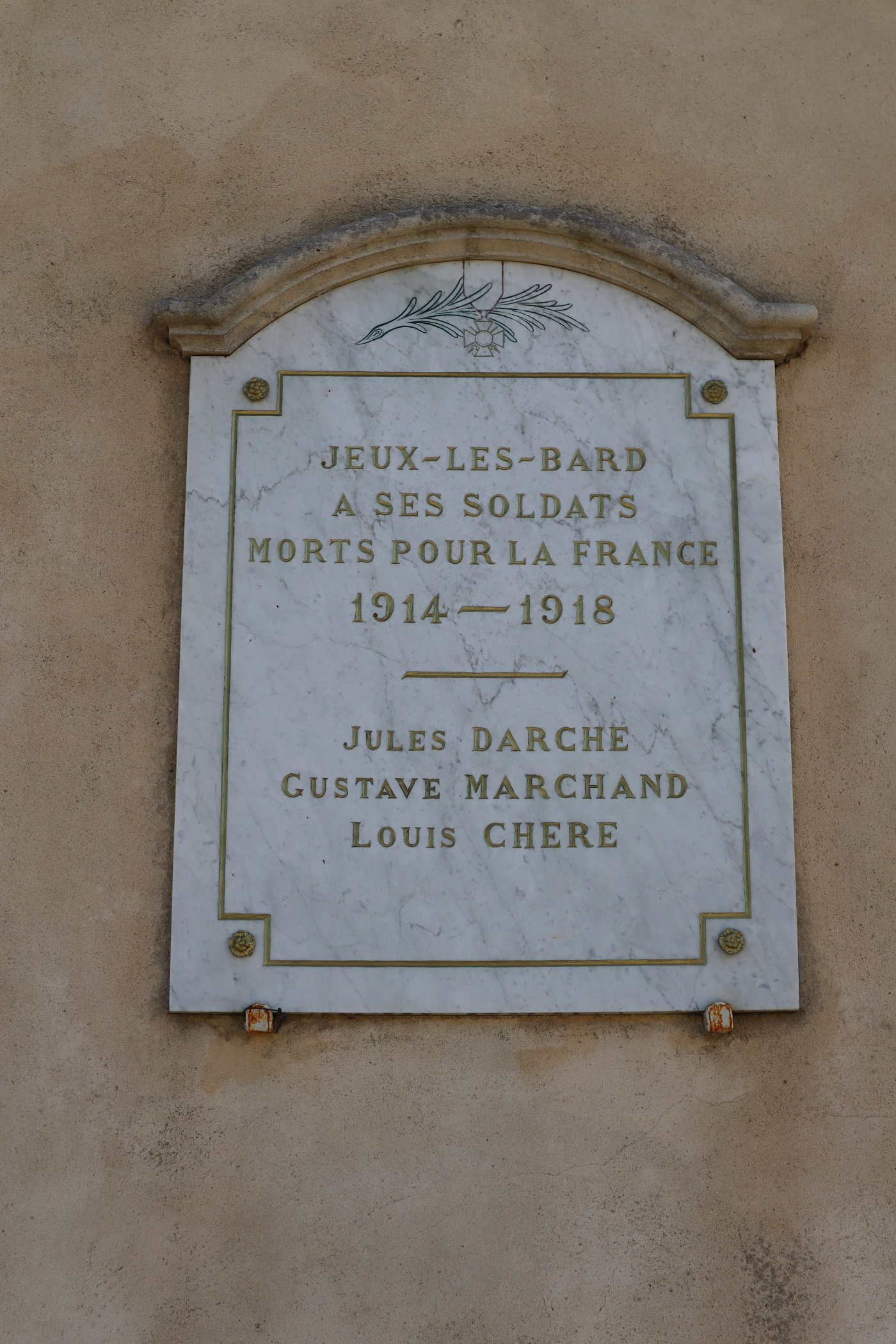
Monument aux morts de Jeux-lès-Bard.

### Jeux-lès-Bard dans les arts
Jeux-lès-Bard est citée dans le poème d’Aragon, Le Conscrit des cent villages, écrit comme acte de résistance intellectuelle de manière clandestine au printemps 1943, pendant la Seconde Guerre mondiale.